# Pression de Fermi
La pression de Fermi (aussi appelée pression fermique) notée {\displaystyle f_{p}} est résultant de la dégradation des fermions passant d'un sous-état quantique à un autre et peut être généralisée pour des espaces à N sous-dimensions selon la relation suivante :
{\displaystyle f_{p}=\int _{\mathbf {r_{N}} \in \mathbf {R} ^{3}}\phi (\mathbf {r_{N}} ,t)|\mathbf {r_{N}} \rangle \mathrm {d} V}